# Fennpfuhlpark
Der Fennpfuhlpark ist ein Naherholungsgebiet im Berliner Ortsteil Fennpfuhl des Bezirks Lichtenberg. Seinen Ursprung hat er in Stillgewässern, die seit der Eiszeit in dem flachen Gelände zurückgeblieben sind.

## Größe und Lage
Der 9,5 Hektar große Park liegt zwischen Weißenseer Weg, Paul-Junius-Straße, der Verlängerung der Karl-Lade-Straße, Anton-Saefkow-Platz und Landsberger Allee.
Die Grenzen des Parks sind nicht scharf markiert, sondern werden durch Gebäude an den genannten Straßenzügen flankiert: An der Paul-Junius-Straße stehen das Gemeindezentrum Am Fennpfuhl sowie zwei Schulgebäude, eines davon, heute Sitz der Volkshochschule und der Musikschule Lichtenberg, wurde im Jahr 1912 fertiggestellt. In der Verlängerung der Karl-Lade-Straße stehen am Rand des Parks eine Kindereinrichtung und eine historische Villa, am Anton-Saefkow-Platz das inzwischen nicht mehr als Kaufhaus betriebene Gebäude mit einem daneben liegenden Lebensmittel-Markt, Wohnhäuser sowie eine Schwimmhalle und eine multifunktionale Sporthalle. An der Landsberger Allee im Norden begrenzen ebenfalls eine Reihe von Wohnhochhäusern den Park. Dadurch gibt es auch die Angabe, dass die Parkfläche 14 Hektar groß ist, was möglicherweise etwas mit der Zählweise zu tun hat: zwei am östlichen Rand angrenzende Sportplätze könnten auch leicht zur Parkfläche eingerechnet werden, ebenso die inzwischen sanierte Sporthalle, die allseitig von Bäumen und Sträuchern umgeben wird. Amtlicherseits sind die 9,5 Hektar verbindlich, für deren Pflege das Grünflächenamt zuständig ist.
Den Mittelpunkt der Parkanlage bildet der Fenn-Pfuhl, der durch Zusammenführung aus dem früheren Fennpfuhl und dem Langpfuhl zwischen den Jahren 1978 und 1981 entstand (auch als „neue Seenlandschaft“ bezeichnet) und über den eine kleine Fußgängerbrücke gebaut wurde.

## Entstehung und Besonderheiten des Parks und damit zusammenhängende Bauten

### Der Park und seine Nutzung
Als die gesamte Gegend des Dorfes Lichtenberg im 18. Jahrhundert noch „jwd“ (janz weit draußen, wie die Berliner sagen) war, gab es auf einem Teil der Fläche (Roederstraße 14–17) eine durch den Handelsgärtnereibesitzer Gustav Adolph Schultz angelegte Ziergärtnerei mit Gewächshäusern. Auf dem Nachbargrundstück produzierte Louis Dittmar aus der winterlichen Eisfläche des Fennpfuhls Natureisblöcke, die an Brauereien ausgeliefert wurden. Seine Firma wurde Eiswerke Lichtenberg genannt. Bis ins frühe 20. Jahrhundert wurde auch der nördlich gelegene Langpfuhl als Eiswerk zur Natureisgewinnung benutzt. Die Gärtnerei ging nach 1905 in den Besitz der Holzhandlung Gebrüder Köpp über. Die Flächen dienten nun zur Lagerung und Verarbeitung von Holz. Die Eisfabriken verloren mit der Verbreitung der elektrischen Kühlschränke ihre Bedeutung und wurden aufgelöst.

### Erste Gastwirtschaften entstehen um den Pfuhl
Zwischen 1891 und etwa 1905 ließen sich an den Pfühlen gleich drei Gastwirte nieder, so wird 1891 von einem Wirtshaus zum hungrigen Wolf, das später Fürst Wolfgang genannt wurde, berichtet. Für die Ausflugsgäste wurden Ruderbootfahrten angeboten, auch ein Turnplatz war vorhanden. 1901 entstand das Ausflugslokal Weltetablissement Lichtenberger Seeterrasse (Ansicht siehe Weblink), das Platz für etwa 25.000 Besucher bot. Eine Tribüne, die bis an den See hinunter führte und aus Holz gebaute Plattformen für den Auftritt von Orchestern sowie ein hölzerner Aussichtsturm luden die Arbeiterfamilien an den freien Tagen zum Volksvergnügen. Und schließlich zeigen alte Ansichtskarten die Existenz von Mentes Volksgarten, der 1901 an der Roederstraße 28–29 eröffnet wurde und mit dem Slogan „Berlins größter und schönster Naturgarten“ um Besucher warb.

### Beschreibung und Nutzung des Pfuhls

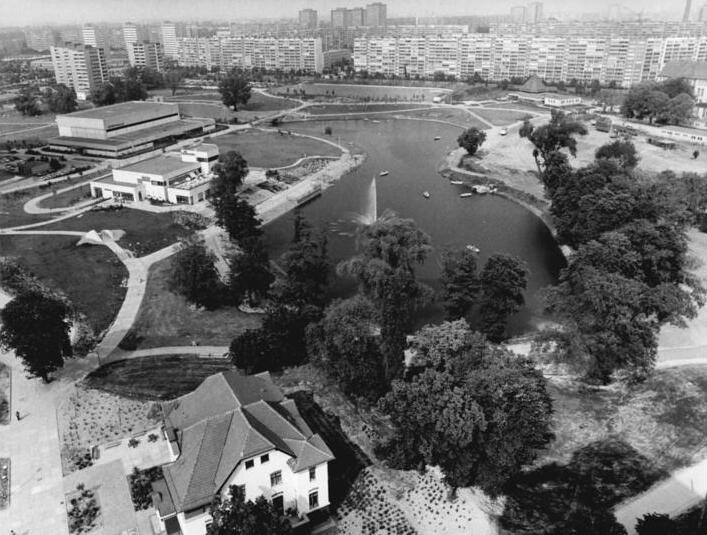
Luftbild aus dem Jahr 1987: links vorn die Villa, auf dem Gewässer Ruderboote, die erste Springfontäne, links mittig steht der Komplex Seeterrassen, dahinter befindet sich die Sporthalle.

Das etwa 1,50 m tiefe Stillgewässer hat weder einen Zufluss noch einen Abfluss. So wurde im Zusammenhang mit der Randbebauung in den 1970er Jahren sowie zwecks Reinhaltung des Wassers und Vermeidung einer Verschlammung eine ein Kilometer lange Ringleitung entlang des Ufers verlegt, die 30 Zapfstellen umfasst. Das Wasser kommt aus einer eigenen Bohrung, aus der mittels einer elektrischen Pumpe aus 30 Metern Tiefe Grundwasser gefördert wird, das mit dem Seewasser gemischt (verschnitten) wird. Das Wassergemisch nutzen die Mitarbeiter des Grünflächenamtes zur Bewässerung des Parks. Über die Wasseroberfläche verdunsten jährlich etwa 12.000 Kubikmeter Wasser, das so stetig ergänzt werden kann. Das Herz des Wasserkreislaufs bildet ein drei Meter hoher Druckbehälter, der eingehaust am Rand des Parks steht. In dem Zehn-Liter-Tank wird ein Mindestdruck von sechs Bar in der Ringleitung erzeugt. Im Herbst werden das Ringsystem abgeschaltet und die Rohrleitungen mit einem Kompressor vom Wasser befreit. – Das Pumpenmanagement erfolgt durch den Brunnenbetrieb Glaubrecht Pumpen-Service aus Lichtenberg.
Auf dem zugefrorenen See gab es zwischen 1925 und 1953 eine offizielle Eislaufbahn mit einer Bahnlänge von 250 m, im Februar 1951 fanden sogar die Berliner Meisterschaften im Eisschnelllauf auf dem Fennpfuhl statt. In der DDR-Zeit war der kleine See jeweils in das Lichtenberger Maifest eingebunden, auf ihm konnten Kinder und Jugendliche unter Anleitung erfahrener Trainer unter anderem Rennkanus ausprobieren.
Seit 1986 ist im südlichen Wasserbecken eine Fontänenanlage installiert, die zur Durchlüftung des Wassers beiträgt. Sie wurde in den 2010er Jahren erneuert, in der Winterzeit werden die Düsen abgebaut, um sie vor Beschädigung durch Frost oder Eis zu schützen.

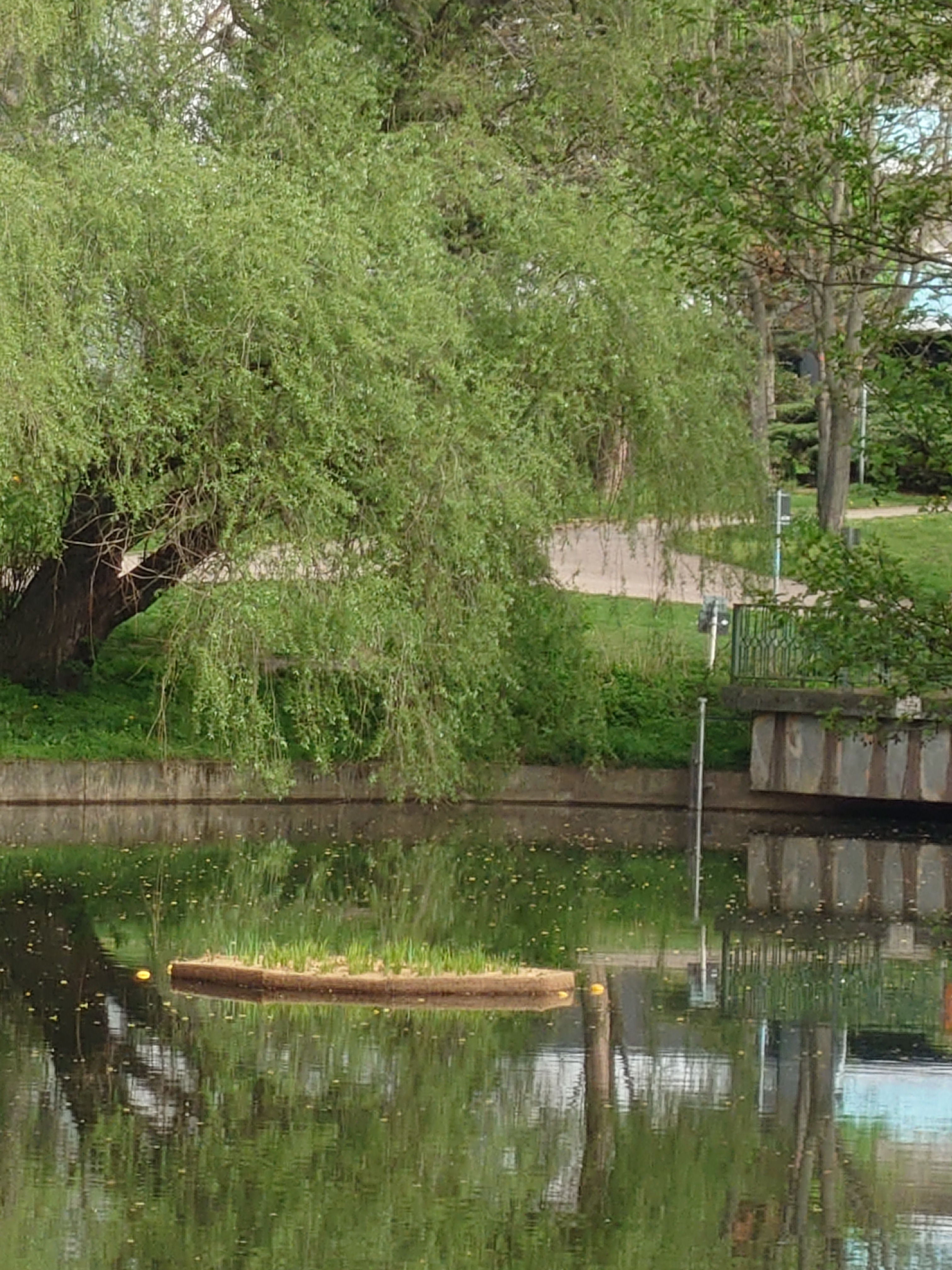
Künstliche Insel, April 2024

Im Jahr 1988 wurde am Ufer des Fennpfuhls ein Bootsverleih eingerichtet, der auch noch einige Jahre nach der politischen Wende fortbestand. Im Jahr 2010 fand sich ein neuer privater Betreiber, der in der warmen Jahreszeit Ruderboote auslieh, seinen Betrieb aber um 2014 mangels Nachfrage und hoher amtlicher Anforderungen wieder einstellen musste.
Ende März 2024 installierte die Bezirksverwaltung direkt in einem der Pfühle eine künstliche Vogel- und Brutinsel für die hier lebenden Wassertiere, vor allem Enten. Die aus leichtem Material gefertigten Teile sind mit verschiedenen Wasserpflanzen besetzt und nehmen zusammen eine Fläche von rund neun Quadratmetern ein, sie wurde am Grund verankert. Die Anfertigung geht auf Initiativen des Bürgervereins Fennpfuhl zurück, der etwas zur Erhaltung der Natur beitragen wollte. Finanziert werden konnte die Vogelinsel aus Spendengeldern, die vor allem aus der seit einigen Jahren von den sieben umliegenden Apotheken veranstalteten Kalender-Aktion stammen. Hierbei lassen die Apotheker Jahres-Bildkalender drucken und geben diese gegen eine Mindestspende von 50 Cent pro Stück an Interessenten ab. Auf diese Weise kam ein Betrag von mehr als 4000 Euro zusammen, in den auch private Spenden einflossen.

### Weitere Bebauung am und im Park

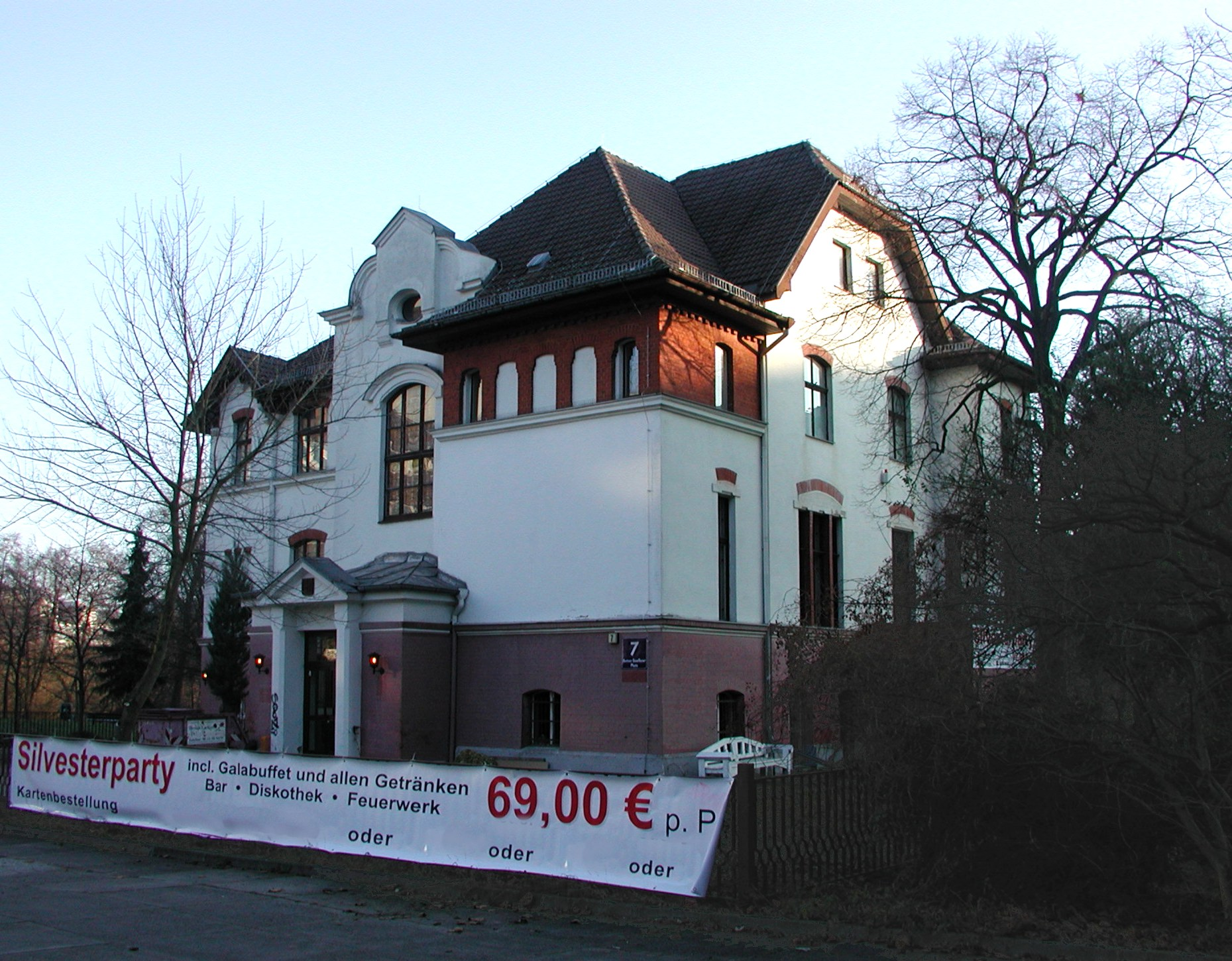
Frühere Fabrikantenvilla am Rande des Fennpfuhlparks

Die 1905/1906 von dem Gärtnereibesitzer Schultz zu Wohnzwecken gebaute Villa im Jugendstil diente bei der Anlage des Neubauviertels zwischen 1972 und 1984 als Sitz der Bauleitung, die nebenstehend noch einige flache Baracken errichten ließ. Ab 1986 (bis April 2007) wurde die Villa als Standesamt des Rathauses Lichtenberg genutzt. Das denkmalgeschützte Gebäude wurde im Herbst 2007 von einem Catering-Unternehmen erworben, das die Villa nach Rekonstruktion und einigen räumlichen Veränderungen zu einem Treffpunkt für die Anwohner und einem Ort für stilvolle Familienfeiern ausgestaltet hat. In Absprache mit der Bezirksverwaltung können seit Februar 2008 auch wieder Hochzeiten hier stattfinden. In den Jahren 2021 und 2022 wurde die Villa mit ihrem ausdrucksvollen Ambiente umfassend restauriert.
Die Baubaracken aus den 1970er Jahren waren lange Jahre Hauptsitz der Verwaltung der früheren Arbeiterwohnungsbaugenossenschaft (AWG) Elektrokohle, jetzt WGLi. Nachdem diese Genossenschaft einen Neubau beziehen konnte, trug man die Baracken ab und sieben Azubis des Bezirkes richteten an dieser Stelle im Rahmen des Projektes Stadtumbau Ost einen kleinen Freizeitplatz her, der im November 2007 durch den Baustadtrat mit folgenden Worten (Auszug) freigegeben wurde: „Die neue Grünfläche bietet von Süden her einen herrlichen Zugang zum Fennpfuhl. Besonders freut mich, dass durch den Einsatz der Gärtner in Ausbildung Kosten von 290.000 Euro gespart werden konnten …“
Als die Gasthäuser und Fabriken nach dem Ersten Weltkrieg an Bedeutung verloren, wurde das Gelände parzelliert und an Kleingärtner vergeben. Lediglich die Seeterrasse blieb bis 1938 erhalten, hatte dabei wechselnde Besitzer.

### Zwangsarbeiterlager in den 1940er Jahren

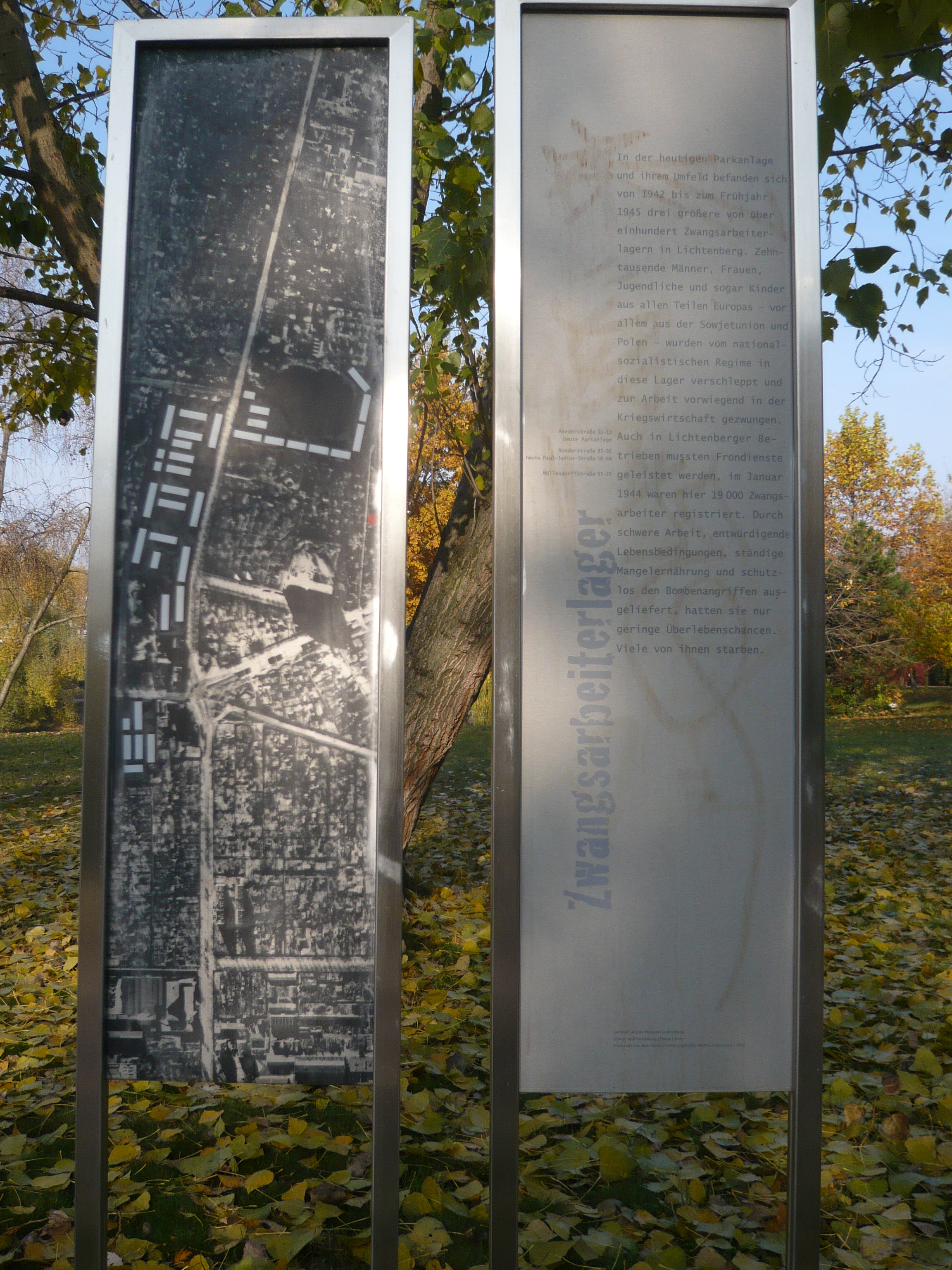
Standorte von Zwangsarbeiter-Baracken in Lichtenberg mit einer Erklärungstafel

Zwischen 1943 und 1945 standen um den halben Fennpfuhl herum elf Baracken für Zwangsarbeiter, die aufgrund eines Gesetzes des Reichsarbeitsministeriums gebaut wurden. Sie gehörten zu drei großen Lagern. In den zahlreichen Betrieben entlang der Herzbergstraße trugen die Zwangsarbeiter vor allem aus der Ukraine und aus Russland zur Aufrechterhaltung der kriegswichtigen Produktion bei. Sie arbeiteten in den Betrieben Luftfahrt-Apparatebau, Siemens-Plania und Knorr-Bremse. Im Jahr 2005 ließ das Bezirksamt Gedenktafeln anbringen, die an die Zeit der Zwangsarbeiter erinnern.
Die Erinnerungsmale mussten 2017 erneuert werden, weil sie verwittert waren oder starke Beschädigungen durch Vandalismus erlitten hatten. Die Wiederherstellung finanzierte das Bezirksamt Lichtenberg aus Mitteln des Lichtenberger Fonds für Erinnerungskultur.

### Parkentwicklung nach 1945
Nach 1945 blieben die Kleingärten erhalten, die Besitzer bauten auch kleine Wohnhäuser in ihnen. Zwischen 1972 und 1975, als durch Beschluss der DDR-Regierung das Neubauviertel Lichtenberg (Nord), wie es zuerst hieß, schrittweise errichtet wurde, erhielten die Besitzer oder Pächter kleine Abfindungen und die Gärten wurden beseitigt. Die Fläche um die beiden alten Gewässer aus der Eiszeit blieb von der Bebauung frei, weil der Untergrund nicht ausreichend tragfähig war, damit konnten auch die bereits gewachsenen Bäume stehen bleiben.

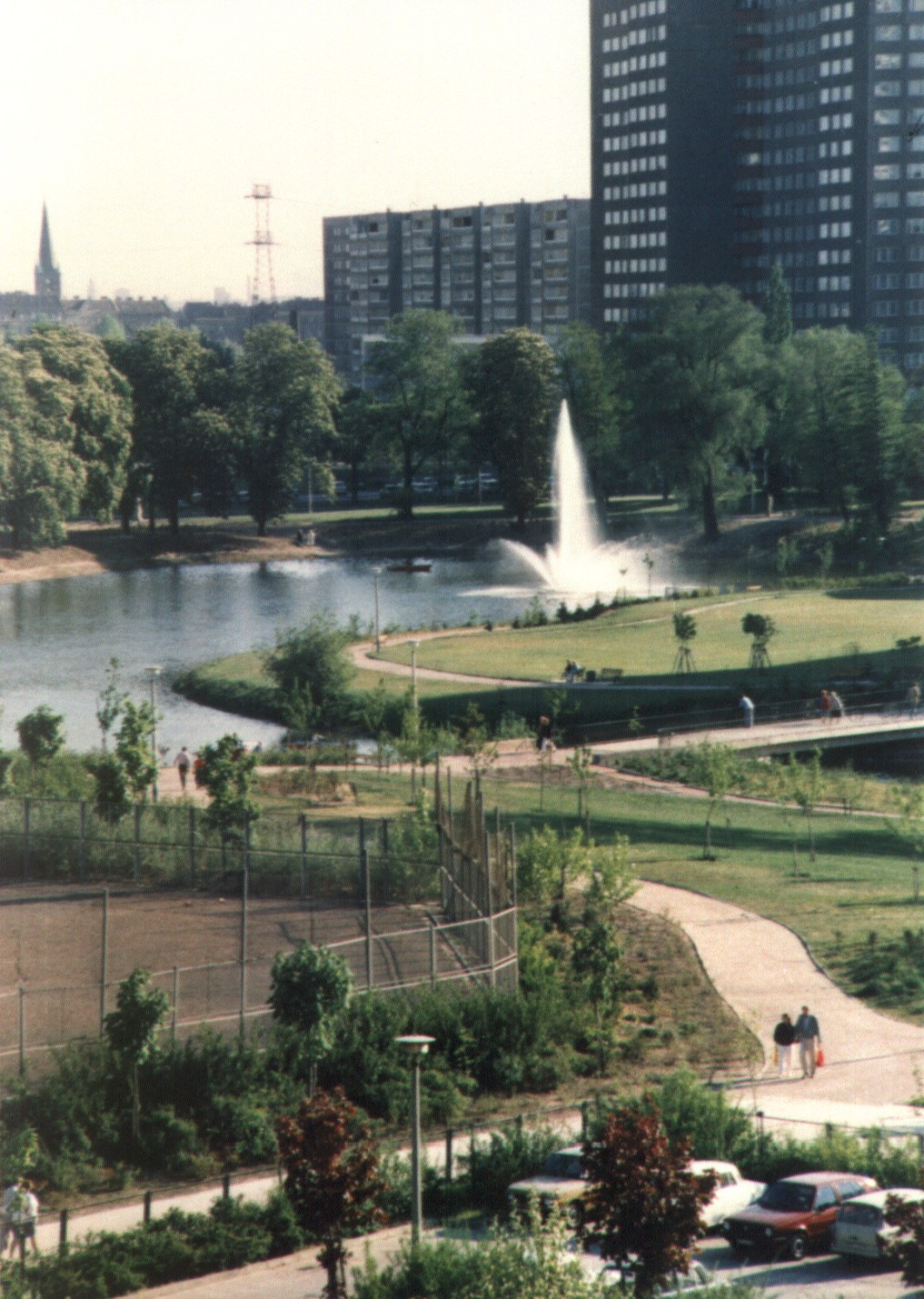
Teil des Parks mit Sportplatz, Brücke, Fennpfuhl mit Fontäne und Ruderbooten im Jahre 1989

Bemerkenswert war der Gaststättenkomplex am Fennpfuhl, der in mehreckiger Form und als zweietagiges Haus 1985 nach Plänen des Architekten Wolf-Rüdiger Eisentraut gebaut wurde und wahrscheinlich nach dem früheren Ausflugslokal an dieser Stelle auch Seeterrassen hieß. Das Gebäude stand auf einem terrassenförmig angelegten Gelände an der Nordseite des Fennpfuhls. Nach 1990, mit Abschaffung der HO, die der Träger der Seeterrassen war, gab es einige neue Nutzungsversuche (italienische Gaststätte unten, indisches Restaurant oben anstelle der früheren Tanzbar, Zille-Bierstube an der Nordseite). Die Gasthausbetreiber ließen in dem Pfuhl jährlich eine große Fontäne sprudeln und betrieben auch einen Ruderbootverleih. Um 1998 wurde die Bewirtschaftung aufgegeben, weil die Besitzverhältnisse nicht geklärt werden konnten. Das Gebäude verfiel und wurde bis Oktober 2008 abgerissen. Die Fontäne war weiterhin vorhanden, wurde jedoch nicht mehr regelmäßig betrieben. Das Areal des Gasthauses wurde eingeebnet und bei der Neugestaltung der Wege nun in die offizielle Parkfläche integriert, die sich dadurch um rund zwei Hektar im Juni 2010 auf 14 Hektar vergrößerte. Zwischen 2010 und 2014 erfolgte eine Sanierung und ein Umbau der Fontäne, finanziert von der Firma Ströer mit rund 60.000 Euro. Seit dem Jahr 2014 sprudelt sie wieder, die Betriebskosten trägt das Bezirksamt.
Engagierte Bürger, die zuvor gegen den Abriss des Gaststättenkomplexes protestiert hatten, konnten schließlich noch die Leuchtschrift retten und übergaben sie dem Berliner Buchstabenmuseum.
Im September 2023 wurde am Park eine Gedenkbank für Else und Erwin Gansdorf aufgestellt.

### Drei Punkthäuser
Eine zunächst freie Fläche an der Leninallee Ecke Ho-Chi-Minh-Straße sollte ursprünglich eine Sportstätte werden. Nach einer Besichtigung durch den damaligen Berliner SED-Sekretär Konrad Naumann wurde kurzfristig eine Wohnbebauung beschlossen. Das Verkehrs- und Tiefbaukombinat Frankfurt/Oder errichtete daraufhin im Jahr 1984 (Bauzeit Februar bis November) drei als Punkthäuser bezeichnete zwölfgeschossige Wohngebäude des Typs Frankfurt.

### Gewässersanierung
Das große Gewässer wurde zwischen 2000 und 2001 umfassend saniert, wozu das Wasser vollständig abgepumpt wurde. Es zeigte sich, dass in den vorangegangenen Jahren etliche Haushaltgroßgeräte hier heimlich entsorgt worden waren. Nach der Gewässerreinigung und -sanierung folgte eine Erneuerung der kleinen Parkwege, die zuvor mit rotem lehmigen Sand ausgestreut waren und Regenwasser nicht ablaufen ließen. Nun gibt es kleinteiliges Pflaster, Kies und Gehwegplatten. Einige Bäume direkt an den Ufern mussten wegen Krankheit beseitigt werden, Neupflanzungen kamen an ihre Stelle. Im Herbst 2009 ließ das Bezirksamt den Uferweg westlich des Pfuhls und Wege auf der Fläche des abgerissenen Restaurants neu anlegen und mit kleinen Betonsteinen befestigen.

### Weitere Nutzungen
Auf einer großen Fläche entlang des Weißenseer Wegs liegt eine Beachvolleyball-Anlage, die von Privatpersonen betrieben wird. 
Südlich dahinter hat das Bezirksamt in den 1990er Jahren eine Skating-Anlage errichten lassen, die ab den 2010er dringend sanierungsbedürftig war. Im Auftrag des Bezirksamts stellte das Büro Landscape unter aktiver Mitwirkung der Nutzer Pläne auf, die deren Wünsche bei den Umbauarbeiten berücksichtigten. Besonders gewünscht wurden eine größere Halfpipe sowie mehr Elemente für Anfänger und für Fortgeschrittene. Eine Ausschreibung für die Bauarbeiten fand im Oktober 2023 statt. Mit einem Betrag von 423.000 Euro aus dem Bezirkshaushalt erfolgten die gewünschten Umbauten und Sanierungen und Mitte Juli 2024 eröffneten die Bezirksstadträtin Feliz Keküllüoğlu zusammen mit Vertretern des Skateboard-Vereins, dem Jugendhilfeträger K.U.L.T. und der Gesellschaft für Sport und Jugendsozialarbeit GSJ die neue Skateanlage, die Jugendhilfeeinrichtung betreut nun auch die Anlage.
Im Juli 2023 stellte das Lichtenberger Straßen- und Grünflächenamt zwei zusätzliche Parkbänke auf. Sie sind an der Lehne mit dem Schriftzug Plauderbank gekennzeichnet und bieten die Möglichkeit, mit anderen gesprächsbereiten Menschen Kontakt aufzunehmen. Die Aktion des Parkmanagements wird ergänzt durch ein regelmäßiges Gesprächsangebot, bei dem eine Ehrenamtliche mittwochs zwischen 14 und 16 Uhr zum Plaudern einlädt.

## Natur und Feste

### Bepflanzung
Einen wichtigen Beitrag zur sauberen Luft im Wohngebiet Fennpfuhl leisten die alten und neu gepflanzten Bäume im landschaftsorientierten Freizeitpark: rotlaubige Ahorne, Kastanien, Pappeln, Weiden, Platanen, Eichen, Prunus, Linden und einige Nadelbäume. Dazu kommen Kletterpflanzen, Büsche und kleine Blumenbeete, von denen eins mit dem mittels Blumen gestalteten Lichtenberger Wappen besonders auffiel. Dieses Wappen-Beet gibt es jedoch seit einigen Jahren nicht mehr. Im Jahr 2007 musste eine alte Pappel, die direkt am Ufer des Pfuhls stand, wegen Krankheit und Umfallgefahr gefällt werden. Die rund um den Park angesiedelten Apotheken haben im Jahr 2010 gemeinsam einen Bildkalender aufgelegt, mit dessen Verkauf die Pflanzung eines Ersatzbaumes finanziert werden konnte. Das Grünflächenamt pflanzte im Frühjahr 2010 eine Sumpf-Eiche dafür. Der Park beherbergt auch eine Zitterpappel, die der Senat als Naturdenkmal geschützt hat.

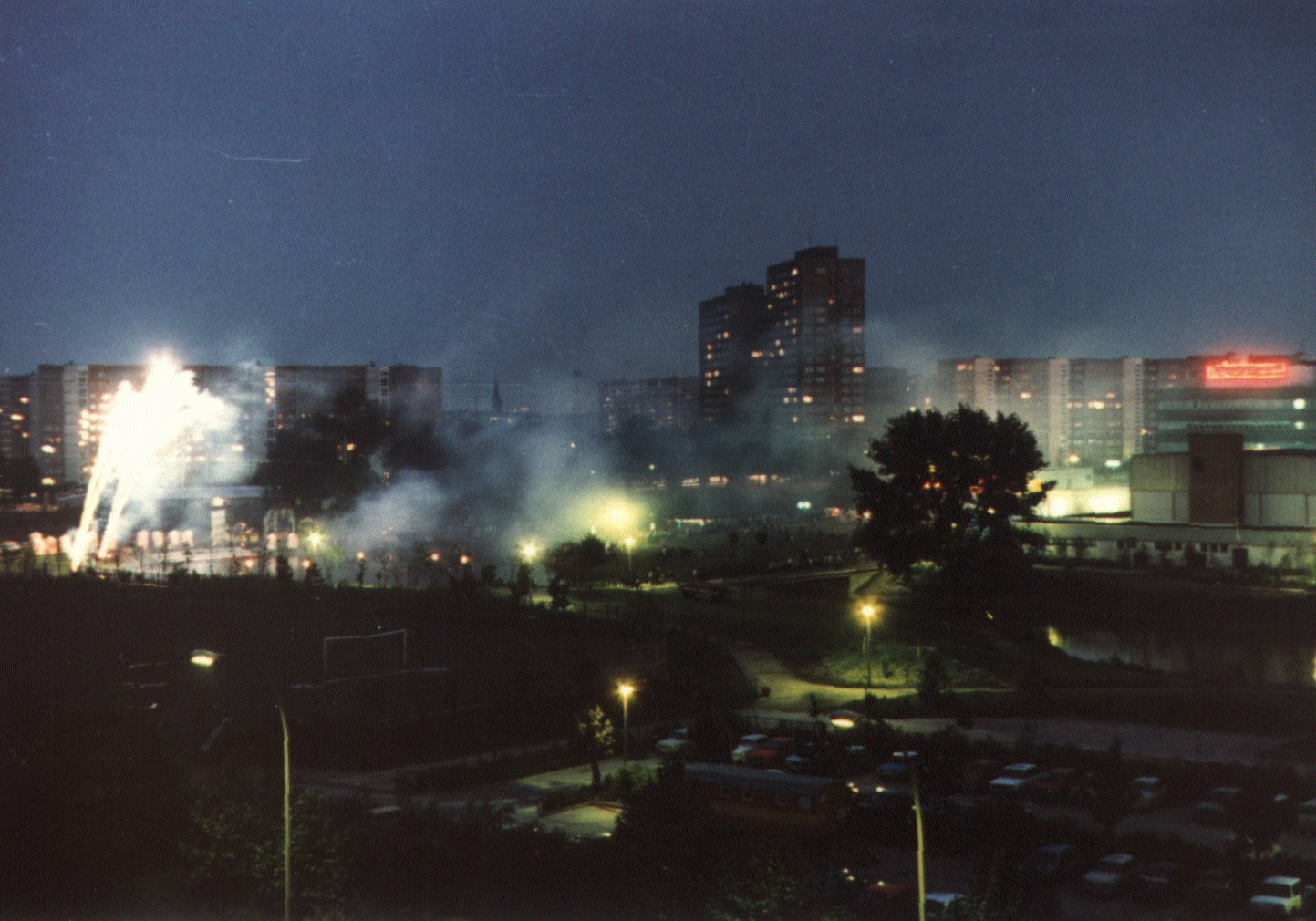
Feuerwerk beim Drushba-Fest 1988 im Fennpfuhlpark, am rechten Bildrand das eh. Warenhaus konsument

### Feste im Park

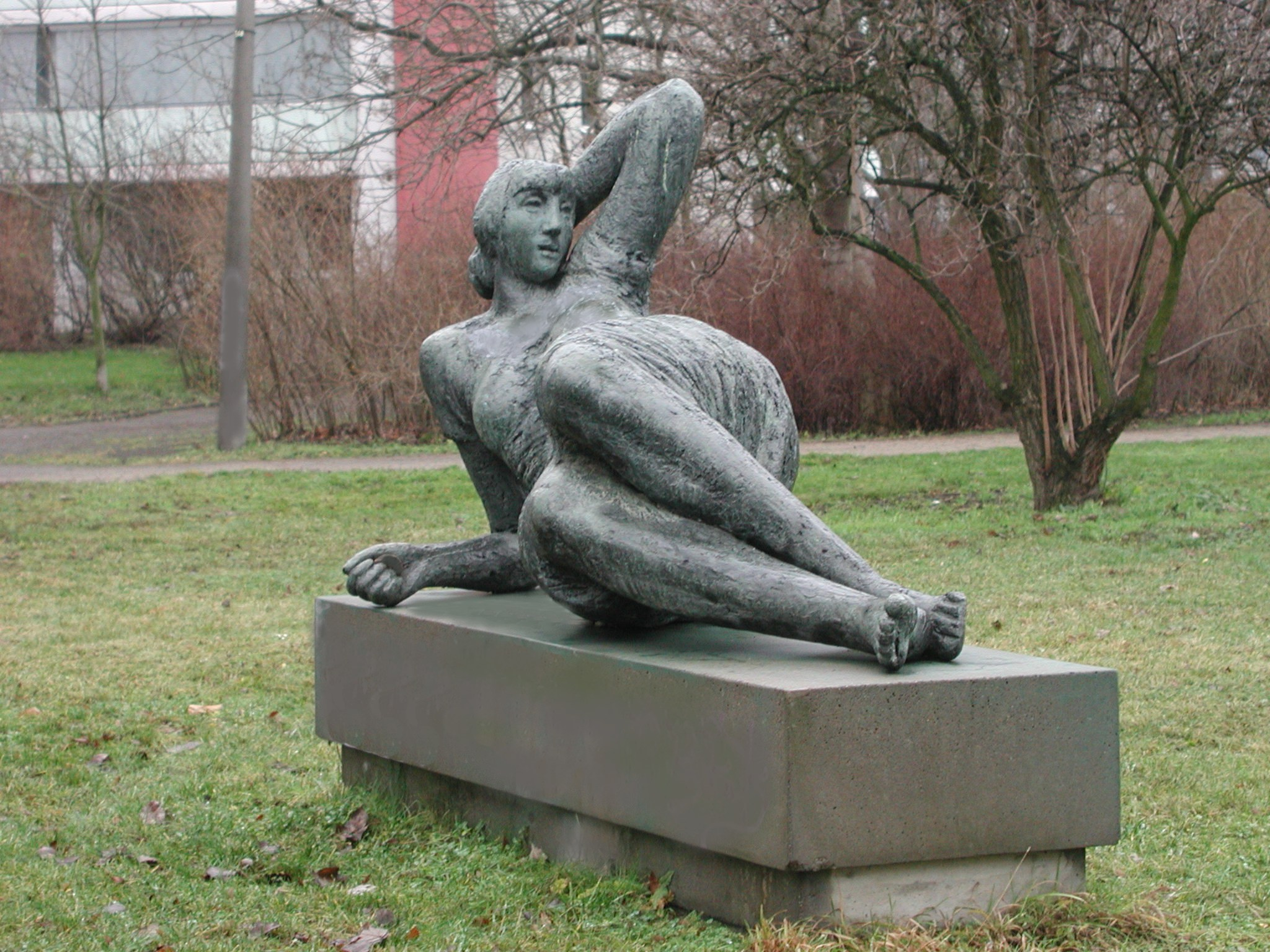
Große Liegende, 2007

Im Mai 1988 gab es ein Drushba-Fest rund um den Park, zu dem das Bezirksamt und eine große Berliner Tageszeitung aufgerufen hatten. In den Parkanlagen fanden die zahlreichen Besucher ein wenig Volkskunst (u. a. Schnitzarbeiten aus dem Erzgebirge), Imbissstände und unter dem Motto „Sport und Musik“ abwechslungsreiche Angebote zum Mitmachen: auf dem Fennpfuhl konnte unter Anleitung von Vereinstrainern Kanu gefahren werden, auf dem Sportplatz waren Fässer zu rollen oder Mannschaftsskirennen zu absolvieren. Abends erfreute ein Großfeuerwerk die Besucher und Anwohner.
Im darauffolgenden Jahr wurde dieses Fest im Rahmen des Pfingsttreffens der FDJ und wegen der guten Besucherresonanz als Sport, Spiel, Spaß erfolgreich wiederholt.
Seit dem Beginn des 21. Jahrhunderts findet jährlich ein Fennpfuhlfest statt, das von den Wohnungsunternehmen und Gewerbetreibenden rund um den Anton-Saefkow-Platz finanziert und durchgeführt wird. Mit Unterbrechungen durch die Corona-Pandemie organisieren Vertreter des Bezirksamts, der Wohnungsverbände Howoge und WGLi sowie lokale Akteure am 23. Juni 2023 das 19. Fennpfuhlfest. Schwerpunkte des Festes sind die Darbietung von Musik, Tanz und Sport von zahlreichen Tanzgruppen, Chören und Sportklubs.

## Kunst im Park
Bei einem Spaziergang durch die weitläufige Grünanlage sind immer wieder Plastiken zu sehen, deren Herstellung und Anordnung im Park auf eine unter Verantwortung des Bildhauers Karl-Heinz Schamal 1978 erarbeitete Kunstkonzeption zurückgehen. Der Verband Bildender Künstler hatte zum Sommer 1987 zum 2. Internationalen Berliner Bildhauersymposiums unter dem Motto „Poesie der Großstadt“ eingeladen. Die meisten dabei entstandenen Skulpturen wurden aus dem bereitgestellten Reinhardtsdorfer Sandstein gefertigt und dem Park zur Verfügung gestellt. Auch der steinerne offene Rosenpavillon wurde damals geplant, später gebaut und bepflanzt.
Folgende Tabelle gibt einen Überblick über die Kunstwerke, die Künstler und die ungefähren Standorte, die allerdings nicht mehr dem ersten Stand entsprechen. Inzwischen umgesetzt wurden der Löwe (2009), das Tanzende Paar und die Zwiesprache (Ende 2010) im Zusammenhang mit dem Abriss der Seeterrassen.
| Bezeichnung                                                 | Künstler                        | Abmessungen und Beschreibung | Standort, Bemerkungen | Bildvorschau |
| ----------------------------------------------------------- | ------------------------------- | --- | --- | ------------ |
| Große Liegende                                              | Siegfried Krepp                 | 130 × 240 × 80 cm; kam aus der 1975 im Treptower Park durchgeführten Ausstellung Plastik und Blumen als Beitrag hierher. Auf einem Sockel lagert eine mit einem engen Kleid umhüllte üppige Frauenfigur | Wiese zwischen den Hochhäusern an der Ecke Weißenseer Weg / Landsberger Allee nahe dem eh. Langpfuhl: 52° 31' 52,75 sec N / 13° 28' 31,17 sec                                                                 | siehe oben   |
| Tanzendes Paar                                              | Jürgen Raue                     | 175 × 160 × 125 cm auf einem flachen Ziegelsteinsockel; 1978 Bronzeguss durch Firma Borchardt in Berlin-Köpenick. Ein nacktes Paar hält sich an den Händen und dreht sich beschwingt | auf der Fläche der früheren Seeterrassen |              |
| Poetische Stimmung                                          | Anton Ratio (Rumänien)          | 270 × 165 × 225 cm aus Sandstein; aus zwei Blöcken zusammengefügt, dargestellt wird ein unbekleideter Mann, der an eine Christusfigur erinnert und an eine Mauer lehnend aus einem gotischen Fenster schaut | zwischen der jüngsten 2007 angelegten Grünanlage (früherer WGLi-Sitz) und dem Gottfried-Herder-Gymnasium |              |
| Sägebock                                                    | nicht bekannt                   | etwa 100 × 100 × 80 cm; Bronzeabguss eines Sägebocks mit Baumstamm, gern genutzter Bestandteil der Hochzeitszeremonie | direkt vor der Villa |              |
| Felicitas                                                   | Janos Seregi (Ungarn)           | 150 × 85 × 110 cm, Sandstein, eine kompakte überlebensgroße weibliche Aktfigur | auf einer Wiese direkt vor der Villa |              |
| Paar (auch Zwei)                                            | Mohamed Ali (Syrien)            | 180 × 55 × 45 cm, Sandstein; ein lebensgroßes junges Paar, nur mit einem dünnen Tuch umhüllt, hält sich eng umschlungen | am Parkweg zwischen Villa und dem eh. Gasthaus |              |
| Dem Leben gewidmet – Die Vögel von Tschernobyl              | Yuliy Synkevich (Ukraine)       | 125 × 310 × 105 cm, Sandstein; unter dem Eindruck der Explosion des Atommeilers in Tschernobyl wurde diese Skulptur mit verschiedenen Ansichtsseiten 1987 geschaffen: vorn eine altarähnliche Reliefdarstellung mit einem symbolhaften Christus, auf der Rückseite eine Mutter mit Kleinkind kniend; stilisierte Vögel umgeben die symbolhaltigen Bildnisse | zwischen Karl-Lade-Straße und eh. Kaufhaus hinter Büschen |              |
| Poesie der Großstadt                                        | Anu Matilainen (Finnland)       | Linien, Zeichnungen und Schraffuren bestimmen die Flächen; die Skulptur besteht aus zwei einzeln aufgestellten Sandsteinblöcken | auf der von der Karl-Lade-Straße ansteigenden Wiese vor dem eh. Kaufhaus |              |
| Zwiesprache (auch Zwiegespräch)                             | Jürgen Pansow                   | 180 × 80 × 75 cm, Sandstein; zwei Büsten, ein Mann, die Hand vor dem Mund haltend, und eine roboterähnliche Gestalt stehen diagonal versetzt auf erhöhten Sockeln | auf der Fläche der früheren Seeterrassen |              |
| Begegnung                                                   | Jo Doese                        | mit Beton, Klinkern und Granitsteinen wurde mittels zweier auseinander gerückter Halbkugeln eine großflächige Landschaftsplastik geschaffen; an den Bruchstellen sollen bis zu 40 verschiedene Reliefmotive dargestellt sein | am Parkweg zwischen Villa und dem Aufgang zum Anton-Saefkow-Platz; durch totale Graffiti-Übermalungen keine Reliefs erkennbar                                                                                 |              |
| David und Goliath                                           | Rolf Biebl, Clemens Gröszer     | 210 × 77 × 67 (Figur) / 107 × 165 × 105 cm (Kopf); David als Roboter, der Kopf von Goliath bereits abgeschlagen in geringer Entfernung | zwischen Fennpfuhl und Karl-Lade-Straße |              |
| Impressionen                                                | Klaus-Lutz Gaedicke             | 175 × 133 × 43 cm, Sandstein; ein Reliefquader auf schmalem Sockel mit angedeuteten Rohren und Leitungen, versinnbildlicht das technoide Labyrinth einer Großstadt | zwischen Fennpfuhl und Karl-Lade-Straße |              |
| Stelen als Wind- und Lichtspiel (1)                         | Horst Baudisch, Dieter Rühle    | 135 × 70 × 45 cm / 170 × 45 cm, Terrakotta; ursprünglich waren es 4 gleichgestaltete Stelen; drei sind nicht mehr vorhanden, aufgestellt 1989 | Straßenbahnhaltestelle Anton-Saefkow-Platz |              |
| Sitzmauer                                                   | unbekannt                       | um 2004 wurde aus gelben Klinkern eine etwa 20 m lange geschwungene niedrige Mauer gestaltet, die das Baumaterial des eh. Lederkontors gestaltend aufnimmt | zwischen Haltestelle und Franz-Jacob-Straße |              |
| Wasserwand                                                  | Jürgen Karnopp                  | 260 × 2000 cm, Keramikformsteine und Klinker; drei Wasserbecken, höhenversetzt, wurden von an der Wand heraussprudelndem Wasser gespeist | direkt neben der Treppe von der Haltestelle zum Anton-Saefkow-Platz Bei den Umbauten in den Jahren 2010/2011 mit einem vorgesetzten Rankgitter und Grünpflanzen verdeckt; das Wasser ist dauerhaft abgedreht. |              |
| Löwe                                                        | Georgi Filin (Bulgarien)        | 102 × 285 × 110 cm; aus rotem Sandstein und vier Einzelteilen 1987 geschaffen | ursprünglich Karl-Lade-Straße, seit etwa 2010 auf der Wiese direkt auf dem Anton-Saefkow-Platz |              |
| Windspiel (2)                                               | unbekannt                       | zwei baugleiche Anlagen, ca. 5 m hoch | auf einem Hochbeet zwischen eh. Kaufhaus und einem Lebensmittelmarkt War nicht funktionsfähig und wurde mit der Zuschüttung der unterirdischen Kaufhauszufahrt im Jahr 2010 beseitigt.                        |              |
| Deutscher Widerstand gegen den Faschismus (Der Entfesselte) | Siegfried Krepp                 | 335 × 120 cm, Sandstein; nackte männliche Körper wurden plastisch aus dem Steinblock herausgearbeitet, sie stellen Gewalt und Auflehnung dar und ehren die Widerstandsgruppe Anton Saefkow | 1986 angefertigt und 1989 direkt auf dem Anton-Saefkow-Platz frei aufgestellt |              |
| Kugelbrunnen bzw. Kleiner Brunnen                           | Jürgen Karnopp                  | ein quadratisches Becken 360 × 360 cm, 50 cm hoch mit rundgeformten Klinkerelementen; bereits 1984 geschaffen und aufgestellt | im Fußgängerbereich auf dem Anton-Saefkow-Platz zwischen zwei Hochhäusern; beim Umbau im Herbst 2007 zeitweilig entfernt, 2008 neu aufgestellt                                                                |              |
| Findlingsbrunnen                                            | Lothar Scholz                   | ein 26 t schwerer Granitfindling mit rund 2 m Durchmesser befindet sich auf einem künstlichen Betonhügel; der Stein wurde im Fennpfuhl bei den Bauarbeiten gefunden. Ursprünglich sollten in Spalten und zwischen auf dem Findling aufgesetzten kleineren Steinen Blumen wachsen; aus dem Stein quoll sommers Wasser                                        | im Fußgängerbereich auf dem Anton-Saefkow-Platz zwischen zwei Hochhäusern; seit der Umgestaltung des Boulevards nur noch der Findling, Wasseranschluss und Betonsockel sind nicht mehr vorhanden.             |              |
| Refrain                                                     | Juraj Gavula (Tschechoslowakei) | 85 × 100 cm / 100 × 87 × 80 cm / 115 × 80 × 75 cm – drei Kuben aus Sandstein mit einfachen geometrischen Formen verziert, liegen an einer Wegkreuzung | im Park nahe der Sporthalle |              |
| Holztiere                                                   | vermutlich Günter Schumann      | übergroße derbe Holzspielgeräte zeigen einen Hasen, eine Schildkröte, ein Nilpferd Nilpferd und Schildkröte standen zuerst im Stadtpark Lichtenberg | nördlicher Rand des Parks, nahe Landsberger Allee als Kinderspielplatz | ·            |
| Windspiel (3) mobiles Lichtobjekt                           | Horst Baudisch                  | ca. 3 m hoch, mehrteilig und aus Edelstahl 1989 stark beschädigt, von der Fa. Goetz Dorl (Metallgestaltung aus Berlin-Weißensee) rekonstruiert und 1994 neu aufgestellt Im Januar 2025 konnte das Objekt mit finanzieller Hilfe der umliegenden Apotheken renoviert werden.                                                                                 | am östlichen Parkzugang, nahe dem Sportplatz auf einem Hügel |              |

Außer den oben gelisteten Kunstobjekten muss noch der Monumentalbrunnen genannt werden, der nach Entwürfen des Architekten Peter Schubring aus Beton gefertigt wurde und seit 1985 direkt auf dem Anton-Saefkow-Platz stand. Wegen Baufälligkeit sprudelte er ab etwa 1990 nicht mehr. Das Lichtenberger Bezirksamt veranstaltete 2007 einen Wettbewerb zum Umbau, den die Künstlerin Susanne Bayer mit einem Moosbrunnen gewonnen hatte. Wegen zu hoher Kosten kam der Entwurf jedoch nicht zur Ausführung und die Betonreste wurden im November 2008 abgetragen. Im Jahr 2009 erfolgte die Einebnung des früheren Wasserbeckens. Mehr nach Osten hin wurde im Herbst Jahr 2010 ein kleines Wasserspiel aus mehreren Fontänen neu in Betrieb genommen, die computergesteuert werden können.
Der Giebel der im Parkbereich gelegenen Sporthalle wurde im Jahr 1984 auf der Grundlage der Kunstkonzeption mit dem Motiv Schönheit der Bewegung von dem Kunstmaler Edmund Bechtle verziert.
Zu den realisierten künstlerischen Objekten des Fennpfuhlparks sind schließlich noch die an verschiedenen Wegbereichen und als Brückenbrüstung eingesetzten Kunstschmiedearbeiten mit Blumen- und Vogelmotiven zu zählen. Sie wurden 1982 nach Entwürfen des Künstlers Adam Kurtz in der Kunstschmiede Weißensee angefertigt und 1986 aufgestellt.
Nicht realisiert wurden gemäß einer Planung des Jahres 1970: ein plastisches Objekt als künstlerischer Akzent des Zuganges zu dem neuen Wohngebiet von der Möllendorffstraße aus (etwa dort, wo seit Mitte der 1990er Jahre das City Point Center steht), das die Historie von Lichtenberg zum Inhalt haben sollte sowie ein weiteres bis zu 10 m hohes Objekt aus architektonischen und bildnerischen Elementen, das als Freiraumkomponente zum Thema Der Siegeszug des roten Sterns geplant war.